# اولگا زوباریوا
اولگا زوباریوا (اوکراینی: Ольга Валентинівна Зубарєва؛ زادهٔ ۲۷ ژانویهٔ ۱۹۵۸) بازیکن هندبال اوکراینی‌تبار اهل شوروی بود.